# Michałów (Opole)
Pour les articles homonymes, voir Michałów.
Michałów est une localité polonaise du gmina d'Olszanka, située dans le powiat de Brzeg (voïvodie d'Opole).